# Colombina Parra
Colombina Violeta Clara Parra Tuca (Santiago, 26 de octubre de 1970) es una compositora y cantante chilena, hija del antipoeta Nicanor Parra y, como tal, integrante de la connotada familia Parra. También es vocalista del grupo Los Ex, así como también formó parte, anteriormente, del grupo Los Barracos, como tecladista.

## Biografía
Colombina es la primera de dos hijos nacidos de Nicanor Parra y de la artista plástica catalana Nury Tuca. Ella y su hermano Juan de Dios tienen cuatro medio hermanos, nacidos de dos parejas anteriores de Nicanor. Es, por lo tanto, media hermana de la artista visual Catalina Parra.
Tras el fallecimiento de su padre a la edad de 103 años, en enero de 2018, quedó como albacea de su obra antipoética.

## Discografía

### Con Los Ex
- 1996 - Caída Libre
- 2007 - Cocodrila
- 2008 - Pistola de Plástico

### Como solista
- 2011 - Flores como gatos[5]
- 2013 - Detrás del vidrio
- 2015 - Otoño negro
- 2020 - Cuidado que grita